# 1623
Évszázadok: 16. század – 17. század – 18. század
Évtizedek: 1570-es évek – 1580-as évek – 1590-es évek – 1600-as évek – 1610-es évek – 1620-as évek – 1630-as évek – 1640-es évek – 1650-es évek – 1660-as évek – 1670-es évek
Évek: 1618 – 1619 – 1620 – 1621 –  1622 – 1623 – 1624 – 1625 – 1626 – 1627 – 1628

## Események
- június 18. – Kolozsvárt kelt oklevelével Bethlen Gábor engedélyezi a zsidók letelepedését, szabad kereskedését és vallásgyakorlását Erdélyben, a szokásos zsidójel viselésétől is mentesíti őket[1]
- augusztus 6. – VIII. Orbán pápa megválasztása.[2]
- augusztus 20. – I. Musztafa helyett IV. Murád lesz a szultán
- november – Érsekújvárnál Esterházy Miklós érsekújvári kapitány vezetése alatt a magyarok legyőztek egy török sereget és kiszabadítottak 4 ezer keresztény foglyot

## Születések
- május 27. – William Petty angol közgazdász és filozófus († 1687)
- június 19. – Blaise Pascal francia matematikus, fizikus és vallásfilozófus († 1662)

## Halálozások
- július 4. – William Byrd angol zeneszerző (* 1543).
- július 8. – XV. Gergely pápa (* 1554)[3]